# Rosz ha-Ajin (stacja kolejowa)
Rosz ha-Ajin (hebr.: ראש העין צפון) – stacja kolejowa w mieście Rosz ha-Ajin, w Izraelu. Jest obsługiwana przez Rakewet Jisra’el.

Stacja znajduje się w północno-wschodniej części miasta Rosz ha-Ajin, przy strefie przemysłowej Tel Afeq. Dworzec jest przystosowany dla osób niepełnosprawnych.

## Połączenia
Pociągi z Rosz ha-Ajin jadą do Lod, Tel Awiwu, Bene Berak, Petach Tikwa, Kefar Sawy i Riszon le-Cijjon.